# Saint-Jean-du-Castillonnais
 Saint-Jean-du-Castillonnais  là một xã ở tỉnh Ariège, thuộc vùng Occitanie ở phía tây nam nước Pháp.